# Joseph Jimenez

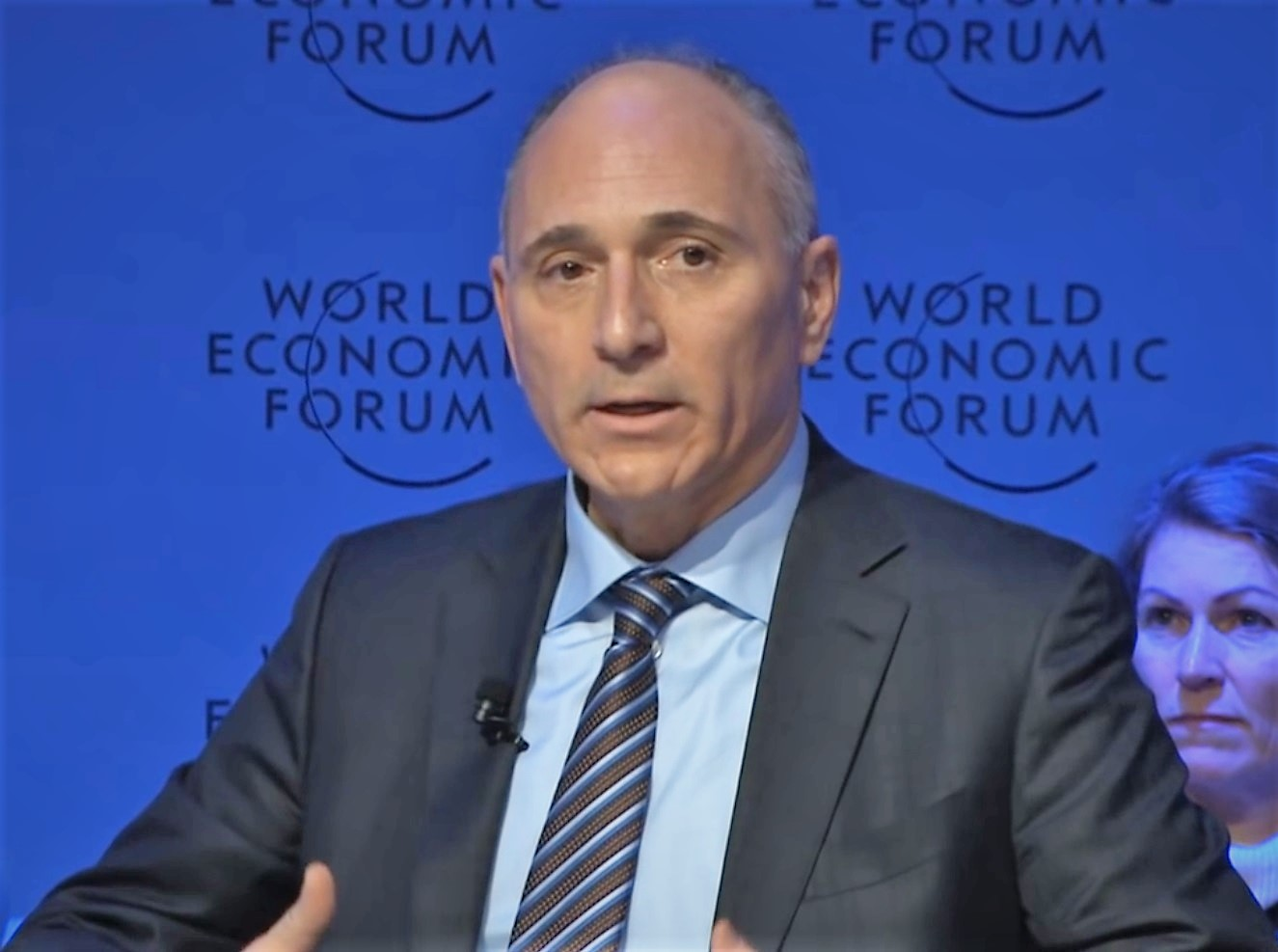
Joseph Jimenez

Joseph „Joe“ Jimenez (* 1959 in Walnut Creek, Kalifornien) ist ein US-amerikanischer Manager. Von 2010 bis Januar 2018 war er Chief Executive Officer (CEO) des Schweizer Pharmakonzerns Novartis AG.

## Leben
Der Manager mit italienisch-spanischen Wurzeln wuchs in Kalifornien auf. Er studierte an der Stanford University Wirtschaft und schloss sein Studium 1982 ab. 1984 absolvierte er einen Master-of-Business-Administration-Lehrgang an der University of California, Berkeley bei San Francisco. Er ist Vice-President der European Federation of Pharmaceutical Industries and Associations (EFPIA) und Mitglied im Patronatskomitee der Interpharma.
Jimenez arbeitete bei den Unternehmen Clorox, ConAgra Foods, H. J. Heinz Company, AstraZeneca und Blackstone Group, bis er im April 2007 zu Novartis kam. Von 2010 bis Januar 2018 war er CEO von Novartis.
Jimenez wohnt in Reinach BL. Er ist Vater zweier Söhne und einer Tochter.